# منظار داخلي

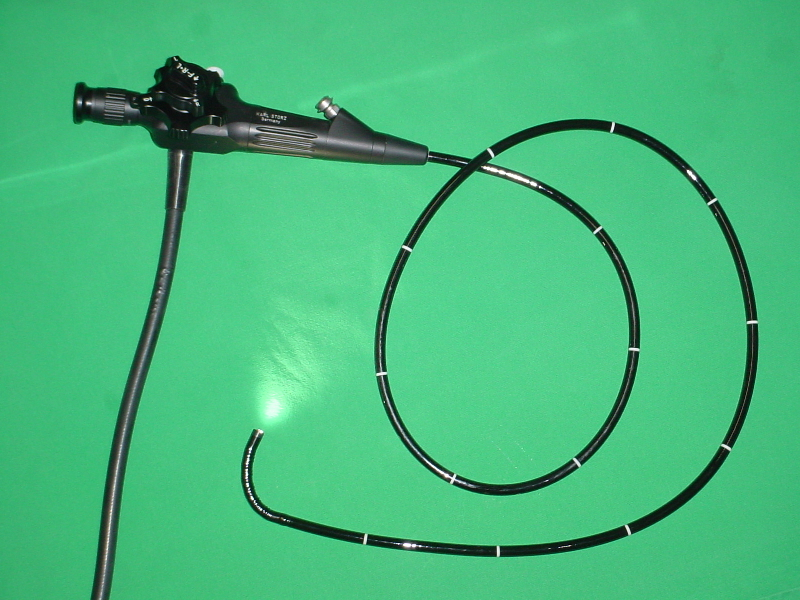
منظار داخلي مرن

المنظار الداخلي أو منظار الباطن أو منظار الدواخل أو المِجوَاف (بالإنجليزية: Endoscope)‏ هو وسيلة رؤية طبية للنظر داخل الأماكن والأجسام المغلقة ومنها الجسم الإنساني بصورة خاصة وهذا بهدف معاينة ما هو موجود بالداخل وخاصة أسطح أعضاء الجسم للتأكد مما هو موجود ولتفسير بعض الأمراض أو للقيام ببعض العمليات الجراحية.

## الأنواع
إن مصطلح منظار داخلي هو مصطلح عام يشمل عذة وسائل:
- مناظير القناة الهضمية، وتشمل:
  - منظار المريء، المعدة .
  - منظار الأمعاء الدقيقة.
  - منظار القولون.
  - منظار تكبير الصورة.
  - منظار القناة الصفراوية (المرارة):
    - منظار تصوير القنوات المرارية وقنوات البنكرياس (ERCP).

  - منظار المستقيم والمنظار الشرجي.
- منظار الجهاز التنفسي:
  - منظار الأنف.
  - منظار الجهاز التنفسي السفلي (مناظير الشعب الهوائية).
- منظار الأذن.
- منظار المسالك البولية (منظار المثانة).
- منظار الجهاز التناسلي للأنثى:
  - منظار عنق الرحم.
  - منظار الرحم.
  - منظار قناة فالوب.
- منظار تجاويف الجسم المغلقة (من خلال فتحة صغيرة):
  - منظار البطن والحوض.
  - منظار المفاصل.
  - منظار الصدر.
- مناظير تُستخدم خلال فترة الحمل:
  - منظار السائل الأمنيوسي (السائل الذي يحيط بالجنين).
  - مناظير الأجنة (للنظر للجنين).
- المنظار المستخدم في عمليات التجميل.
- المناظير الثلاثية:
  - تجمع بين مناظير الحنجرة والمريء والقصبة الهوائية.
- المناظير المستخدمة في جراحة العظام:
  - جراحات اليد.
  - منظار فوق الجافية (أحد طبقات السحايا المحيطة بالمخ).
- الاستخدامات الغير طبية للمناظير:
  - وجد مخططو المجتمعات المعمارية أن المنظار مفيد في التصور المسبق للنماذج المصغرة من المباني المقترحة والمدن (التنظير المعماري).
  - الفحص الداخلي للنظم التقنية المعقدة.
  - المناظير مفيدة أيضا في فحص العبوات الناسفة من قبل أفراد التخلص من القنابل.
  - يستخدم مكتب التحقيقات الاتحادي المناظير لإجراء المراقبة عبر مساحات ضيقة.

## تاريخها

### البداية
طور فيليب بوزينى أول وسيلة من نوعها للنظر إلى باطن جسم الإنسان عام 1806 في النمسا باستخدام ناقل ضوئي وكان غرضه استخدامه في فحص القنوات والتجاويف في جسم الأنسان. مع ذلك فإن أعضاء الجمعية الطبية في فيينا لم يوافقوا على مثل هذا الفضول. أدخل أول منظار داخل جسم الأنسان عام 1822 بواسطة الجراح وليام بومنت وهو جراح في الجيش الأمريكي.
ان مصطلح إندوسكوب لم يظهر في القاموس الا في سنة 1852
في 1852 اخترع ديسورمو Desormeaux الفرنسي ناظور الرحم والذي يستعمل مصباح روبير المتقد بالوقود الغازي. كانت هذه الوسيلة صلبة وقد قام الصانع شاريار Joseph-Frédéric-Benoît Charrière بتجهيزها بدقة
في 1879 صنع طبيب المسالك البولية النمساوي ماكس نيتز أول جهاز للنظر داخل المسالك البولية cystoscopy
في 1881 يوهان فون ميكوليتسز راديكي يقوم باول عمليات النظر داخل الجهاز الهضمي gastroscopy بواسطة ناظور طوله 65 سم وبواسطته لاحظ سرطان المعدة وتبعه اخرون للنظر ذاخل الشعب الهوائية bronchoscopy (غوستاف كيليان) واولى عمليات معاينة باطن المستقيم rectoscopy (كيلي في باريس)
و في 1890 اخترع تروفي Trouvé ناظور متعدد المهام وزوده بخيوط مضيئة قبل اختراع المصابيح الكهربائية
في 1917 طور المهندس الألماني رودولف شندلر أول ناظور هضمي شبه مرن من طرف الصانع وولف في برلين
إذا استخدمت في البداية مصادر إضاءة خارجية في النواظير فإنه لاحقا ظهرت مصادر الضوء الصغيرة التي يمكن إدخالها للجسم وتم ذلك لأول مرة بواسطة تشارلز دافيد الذي إستخدمها في ناظور الرحم. واستخدم هانز كريستيان نواظيرالبطن في استكشاف البطن والصدر عام 1910
كان استخدام الضوء الكهربائي خطوة رئيسية في تحسين النواظير وتطويرها.
في 1930 قاما المختصان شارل ديبري وفريدريك برقولا بإضافة وميض لاخذ الصور الفوتوغرافية
كما استخدم هاينز كالك النواظير في تشخيص أمراض الكبد والحوصلة المرارية عام 1930. وضعت آمال كبيرة على النواظيرفي تشخيص حالات الحمل خارج الرحم وذلك عام 1937. في عام 1944، وضع راؤول بالمر مرضاه في وضع ترندلنبرج (وهو وضع يكون الرأس في مستوى أقل من باقي الجسم وتحتفظ القدم بالمستوى الأعلى) وقام بنفخ التجويف البطنى باستخدام بعض الغازات (الغاز المستخدم حاليا هو غاز ثاني أكسيد الكربون) وبالتالى تمكن من استخدام نواظير البطن في تشخيص وعلاج بعض أمراض النساء.

### ستورز
بدأ كارل ستورز إنتاج نواظير لإخصائيين الأنف والأذن والحنجرة في عام 1945. وكان قصده من تطوير هذه النواظيرأن يمكن الأطباء من البحث داخل الجسم البشري. كانت التكنولوجيا المتاحة في نهاية الحرب العالمية الثانية لا تزال متواضعة للغاية حيث كان يتم إضاءة منطقة البحث والدراسة في المناطق الداخلية للجسم البشري بمصابيح كهربائية مصغرة، بدلا من ذلك، جرت محاولات لعكس الضوء من مصدر خارج الجسم من خلال أنبوب بالناظور. قام كارل ستورز بوضع خطة مبينة على إدخال مصدر للإضاءة يكون مشرق جداً وبارد (حتى لا يتسبب في إتلاف الأنسجة) في نفس الوقت من خلال الناظور نفسه مما يتيح رؤية ممتازة وفي الوقت نفسه يسمح بنقل الصور من داخل الجسم وتسجيلها. مع أكثر من 400 براءة اختراع لعب كل منها دورا رئيسيا في إظهار الطريق إلى المستقبل، لعب كارل ستورز دورا حاسما في تطوير النواظير. كان الجمع بين المهارات والرؤى الهندسية لكارل ستورز وأعمال عالم البصريات هارولد هوبكنز الأساس لثورة في مجال البصريات الطبية.

### تطوير نواظير المعدة
ظهر ناظور المعدة لأول مرة في عام 1950 على يد فريق ياباني من طبيب ومهندسي بصريات. عمل موتسو سوجيورا بالتعاون مع شركة أوليمبوس والدكتور تاتسورو أوجي ومرؤوسه، شوجي فوكامى على تطوير ما يعرف ب «الكاميرا المعدية». وكانت الكاميرا تتألف من كاميرا صغيرة ملحقة بطرف مصدر الضوء. بواسطة هذه الكاميرا كانوا قادرين على تصوير قرح المعدة التي كان من الصعب اكتشافها بواسطة الأشعة السينية والعثور على سرطان المعدة في مرحلة مبكرة.

### الألياف البصرية
في أوائل الخمسينيات تمكن هارولد هوبكنز من تطوير الألياف الضوئيه وهي عبارة عن حزمة متماسكة من الألياف الزجاجية المرنة القادرة على نقل الصورة، وكانت مفيدة على حد السواء طبيا وصناعيا. أدت البحوث المتتالية على هذه الألياف إلى تطويرها ومن ثم أدت إلى مزيد من التحسينات في جودة الصورة. شملت الابتكارات استخدام الألياف الضوئية في قناة إضافية، هذه الألياف متصلة بمصدر خارجي قوي للضوء، مما يؤدي إلى تحقيق مستوى عالي من الإضاءة التي كانت مطلوبة للعرض المفصل للعضو الذي يتم فحصه وكذلك التصوير بالألوان. (كان المتاح سابقا استخدام مصباح خيطي صغير على طرف الناظور مما لم يترك خيارا سوى الفحص في ضوء أحمر خافت أو زيادة الضوء لرؤيه أفضل مع وجود خطر إحراق الأنسجة الداخلية للمريض.) إلى جانب التقدم على الجانب البصري، جاءت القدرة على 'توجيه' طرف الناظور عن طريق وسائل للتحكم في يد الطبيب الذي يستخدم الناظور وكذلك الابتكارات في الأدوات الجراحية التي يمكن التحكم فيها عن بعد وهي داخل الجسم والتي يتم إدخالها من خلال الناظور نفسه. كان ذلك بداية لجراحات ثقب المفتاح (تعبير للدلالة على صغر الفتحة التي يفتحها الجراح في جسم المريض لإدخال الناظور) كما نعرفها اليوم.
قام البرتغالى فرناندو الفيس مارتينز باختراع أول ناظور من الألياف البصرية عامي 1963-1964.

### عدسة النواظير
مع كل ذلك كانت هناك حدودا لجودة الصورة الملتقطة بواسطة الألياف الضوئية. يقال حديثا أن حزمة من 50,000 من الألياف الضوئية توفر صورة بجودة 50,000 بكسيل (وحدة قياس جودة الصورة)، بالأضافة لذلك فإن الاستخدام المتكرر لهذه الألياف يؤدى إلى تكسيرها وتلفها وبالتالى نقص في جودة الصورة. في نهاية المطاف بعد أن يتم فقدان عدد كبير من الألياف يجب استبدال الحزمة كاملة (مما يؤدى إلى زيادة التكلفة). أدرك هوبكنز أن أي زيادة في تحسين الرؤية تتطلب نهجا مختلفا. النواظيرالصلبة المستخدمة عانت من ضعف الضوء المستخدم وبالتالى من ضعف جودة الصورة الناتجة. كان من أصعب التحديات الحاجة لمرور آلات الجراحة والأضاءة في أنابيب الناظور والتي تكون محدودة بحدود الجسم البشرى مما يترك مجالا صغيرا للأجهزة البصرية. لهذا كان مطلوب عدسات صغيرة توفيرا للمساحة المحدودة اصلا ولكن ذلك كان في غاية الصعوبة من الناحية التصنيعية وكذلك من ناحية جودة الصورة الناتجة عن هذه العدسات الصغيرة. كان الحل الأنيق الذي أنتجه هوبكينز في أواخر الستينيات عبارة عن مجموعة من العدسات الصغيرة مع ملء الفراغات فيما بينها بقطع من الزجاج. كان هذا مناسب تماما لأنبوب الناظور. هذه العدسات كان من السهل التحكم فيها والتعامل معها حيث إنها وفرت الاستخدام الأمثل للمساحة المتاحة. مع حسن اختيار العدسات والزجاج المستخدم حدث تحول كبير في جودة الصورة الناتجة من النواظير حتى مع نواظير لا يتعدى قطر أنبوبها 1 ملليمتر. بفضل استخدام نظام ضوئي بهذه الجودة، كان من السهل تسكين الأدوات الجراحية ومصدر الضوء في الأنبوبه الأخرى بسهولة. مرة أخرى، كان كارل ستورز هو من أنتج أول هذه النواظيرالجديدة كجزء من شراكة طويلة ومثمرة بينه وبين هوبكينز. بينما هناك أماكن في الجسم تتطلب نواظير مرنة (مثل القناة الهضمية)، كانت الجودة الأستثنائية للنواظير الصلبة هي الأساس الذي جعل هذه النواظيرأساس الجراحات الحديثة. تم تكريم هارولد هوبكينز لأنجازاته في مجال البصريات الطبية من المجتمع الطبي في كل أنحاء العالم وكانت أهم ملامح هذا التكريم عندما حصل على وسام رمفورد من الجمعية الملكية عام 1984.
التطهير: يعتبر تطهير النواظيرحاجه أساسية حيث يجب أن يتم تطهيرها جيدا وفي وقت مناسب وقد تم بناء أول جهاز تعقيم بواسطة ميدرير في جامعة بون / ألمانيا عام 1976.

## المخاطر
- نقل الناظور للعدوى.
- ثقب الأعضاء التي يتم فحصها.
- الإفراط في التخدير المستخدم.

## ما بعد استخدام الناظور
بعد استخدام الناظور يجب وضع المريض تحت الملاحظة من قبل أشخاص مؤهلين جيدا حتى يزول تأثير الأدوية المستخدمة. أحيانا ينتج عن استخدام الناظور التهاب في الحلق ولكنه يستجيب عادة للغرغرة بمحلول الملح أو شاى البابونج. من الممكن أن يستمر هذا الالتهاب لعدة أسابيع أو لا يحدث من الأساس. قد يسبب شعور بالانتفاخ وذلك بسبب الغاز المستخدم أثناء استخدام الناظور. كل هذه المشاكل تعد خفيفة وعابرة. عندما يشفي المريض تماما، يجب إعطاءه تعليمات عن التوقيت المناسب لأستئناف نظامه الغذائي المعتاد (و ربما يكون ذلك في غضون ساعات قليلة)، ويتم السماح لهم بالعودة إلى المنزل. بسبب استخدام التخدير، تفضل العديد من المراكز الطبية أن يعود المريض إلى المنزل بصحبة شخص آخر وليس من تلقاء نفسه وكذلك يجب ألا يستخدم أي ماكينات آليه أو قيادة سيارات باقي اليوم.

## آخر التطورات في النواظير
الناظور الكبسولة.
مع تطبيق الأنظمة الآلية، ظهرت الجراحة عن بعد حيث يستطيع الجراح أن يجرى جراحة لمريض وكل منهما في موقع مختلف. أطلق على أول عملية أجريت عن بعد (عملية ليندبرج).

## اقرأ أيضاً
- جراحة التنظير الوظيفي للجيوب الأنفية